# Borneo-Greifschwanzratte
Die Borneo-Greifschwanzratte (Pithecheirops otion) ist eine Nagetierart aus der Gruppe der Altweltmäuse (Murinae). Sie ist vermutlich eng mit den Affenfußratten (Pithecheir) verwandt.
Von dieser Art ist nur ein einziges Tier bekannt, ein junges Männchen, das 1991 im nördlichen Borneo (Sabah) gefunden wurde. Es hatte eine Kopfrumpflänge von 11,3 Zentimetern, eine Schwanzlänge von 11,7 Zentimetern und ein Gewicht von 36 Gramm. Sein Fell war am Rücken rötlich, wobei die Flanken heller als die Oberseite waren, der Bauch war weißlich. Der Schwanz ist mit Ausnahme des vordersten Teiles unbehaart und kann als Greifschwanz eingesetzt werden.
Das Tier wurde in einem Regenwald in rund 150 Meter Seehöhe gefunden. Der Körperbau legt nahe, dass die Art ein Baumbewohner ist und gut klettern kann.
Über den Gefährdungsgrad ist nichts bekannt, die IUCN listet die Art unter „zu wenig Daten vorhanden“ (data deficient).